# Distretto di Acobamba (Ancash)
Il distretto di Acobamba è un distretto del Perù nella provincia di Sihuas (regione di Ancash) con 2.004 abitanti al censimento 2007 dei quali 263 urbani e 1.741 rurali.
È stato istituito il 22 giugno 1962.